# Edmund Hartnack
Edmund Hartnack (1826 – 1891) è stato un artigiano tedesco.

## Biografia
Le uniche informazioni di cui disponiamo riguardano la società di costruzione di strumenti che costituì con Prazmowski a Parigi, la Hartnack & Prazmowski. Dopo la guerra franco-prussiana, Hartnack fu costretto a rientrare a Potsdam, dove proseguì l'attività di costruttore, nonostante la sua ditta continuasse ad essere rappresentata a Parigi, fino al momento in cui fu assorbita dal gruppo Nachet & Fils.